# Santa Lucia (Prato)
Santa Lucia è la frazione più settentrionale del comune di Prato.
Tra gli edifici presenti nel territorio di Santa Lucia si ricordano la chiesa di Santa Lucia in Monte (XII secolo) e la più recente chiesa di Regina Pacis (XX secolo), contenenti opere rinascimentali e moderne.
La locale squadra dilettantistica di calcio, di cui Paolo Rossi era presidente onorario, ha lanciato giocatori di Serie A come Christian Vieri e Alessandro Diamanti.
Inoltre esiste anche una parte alta della zona di Santa Lucia, dove è situato il cimitero chiamata Santa Lucia al monte.